# محمد علي عثمان
محمد علي عثمان (1904 - 1973) سياسي يمني معارض للحكم الملكي في اليمن، وقد تم تعيينه كأول رئيس لمجلس السيادة لليمن بعد الثورة. وفي الفترة التي تلت إزاحة الرئيس عبد الله السلال عن طريق الانقلاب، تم تشكيل المجلس الجمهوري الذي شغل الشيخ محمد علي عثمان إلى جانب عبد الرحمن الأرياني وأحمد محمد نعمان وحسن العمري عضويته. وبعد المصالحة اليمنية بين الجمهوريين والملكيين وانتخاب مجلس شورى، تم إجراء انتخابات لأعضاء المجلس الجمهوري حيث فاز الشيخ محمد علي عثمان بعضوية المجلس، وظل فيه إلى أن اغتيل في 30 مايو 1973م.

## نشأته وتعليمه
ولد محمد علي عثمان في حوالي عام 1904م بقرية الحويه من قضاء الحجرية بمحافظة تعز باليمن. وتنقل في طفولته بين جزيرة ميون ومدينة المخاء التي كانت تحت سلطة والده الشيخ علي عثمان. وإثر حروب عدة مع الإدريسي وخروج الأتراك من اليمن ونزاع مع بيت حميد الدين الذين تمكنوا من السيطرة على إب وتعز والحديدة. أُخذ محمد علي عثمان كرهينة حيث نقل إلى صنعاء ودرس في المدرسة العلمية وتخرج منها، وأجاد علوم اللغة العربية والدين والمنطق والحساب وتعلم اللغة الإنجليزية ذاتياً.

## حياته العملية
انتقل للعمل مع الدولة بوظيفة مأمور أنبار (متحصل واجبات) في عدة مناطق منها العدين ومقبنة وشرعب ثم عين عامل (مدير ناحية) في حيفان والحشاء وشرعب والمخاء التي بنى فيها الميناء ومشروع المياه بمنطقة الحالي شرق المدينة وقام بشق الطريق من الحالي إلى الميناء وتشجيره والذي لا زال جزء منه قائماً حتى الآن بمدخل مدينة المخاء الشرقي. وأبان الاتحاد بين اليمن ومصر. عُين وزيراً اتحادياً وعاش في القاهرة مدة فترة عمله، ثم تم استدعاؤه إلى الداخل وعين عام 1960م وزيراً للصحة وظل في هذا المنصب إلى أن توفي الإمام أحمد حميد الدين. وتم تعينه وزيراً للمالية بعد تولي الإمام محمد البدر الحكم بعد والده ولم تدم حكومته طويلاً نظراً لقيام ثورة السادس والعشرين من سبتمبر 1962م.

## حياته السياسية
ارتبط الشيخ محمد علي عثمان بالحركة الوطنية وحركة الضباط الأحرار، وعمل ضد الحكم الإمامي. وتم تعيينه كأول رئيس لمجلس السيادة لليمن بعد الثورة ونظراً لموقفه من التدخل المصري باليمن لم يدم في منصبه كثيراً، حيث تم تعيين عبد الله السلال رئيساً للجمهورية، وعين محمد علي عثمان وزيراً مفوضاً لليمن لدى السودان، ولكنه رفض العمل وظل في اليمن وتقلد العديد من المناصب منها رئيساً لمجلس الشورى. وإثر الخلاف مع الرئيس السلال نظراً لتدخل المخابرات المصرية في الشؤون الداخلية لليمن بشكل فاضح، تم استدعاء المعارضين للتواجد المصري وللرئيس السلال إلى القاهرة. وسجن معظم السياسين اليمنين بالقاهرة.
رفض محمد علي عثمان الذهاب معهم إلى القاهرة ولجأ إلى قرية المسراخ ومكث فيها إلى أن استدعي بواسطة حملة عسكرية، حيث رفض المقاومة ونقل إلى صنعاء واحتجز فيها لبضعة أشهر.
وفي نفس العام 1968م تطورت الأحداث خصوصاً بعد نكسة 1967م وعودة السجناء السياسيين من مصر وفي مقدمتهم القاضي عبد الرحمن الأرياني وأحمد محمد نعمان والفريق العمري وآخرين والإفراج عن الشيخ محمد علي عثمان الذي كان قد وضع قيد الإقامة الجبرية بصنعاء، تم إجراء تعديلات حكومية تولي على إثرها القاضي الأرياني منصبه كنائب لرئيس الجمهورية والشيخ محمد علي عثمان كنائب لرئيس الوزراء.
وفي 5 نوفمبر من نفس العام تمت إزاحة الرئيس السلال بحركة انقلاب أبيض، وتم تشكيل المجلس الجمهوري الذي شغل الشيخ محمد علي عثمان إلى جانب القاضي عبد الرحمن الأرياني والأستاذ النعمان والفريق حسن العمري عضويته. وبعد المصالحة اليمنية بين الجمهوريين والملكيين وانتخاب مجلس شوري. تم إجراء انتخابات لأعضاء المجلس الجمهوري حيث فاز الشيخ محمد علي عثمان بعضوية المجلس، وظل فيه إلى أن اغتيل.

## اغتياله
اغتيل محمد علي عثمان بمدينة تعز يوم الأربعاء الموافق 30 مايو 1973م. وظلت قضية اغتياله لغزاً محيراً حتى الآن. ورغم اتهام مجموعة شملت اثنين من أقربائه إلا أن الوقائع تؤكد أن تنسيقاً تم بين نظامي الشمال والجنوب مع وجاهات شمالية لتدبير عملية الاغتيال وإفساح الساحة السياسية للاعبين جدد باغتياله وإزاحة القاضي عبد الرحمن الأرياني والأستاذ النعمان والقاضي عبد الله الحجري.
وقد كانت لوفاته أثر كبير نظراً لما كان يتمتع به من شعبية في عموم اليمن، وقد رثاه العديد من الشعراء، وفي مقدمتهم الشاعر حسن بن علي السقاف بمرثيته التي بدأها:
إلى أن يقول في وصفه:

## شخصيته
عرف الشيخ محمد علي عثمان بالدهاء والحنكة السياسية والحلم والقدرة على احتواء الخصوم وتحويلهم إلى حلفاء وبالقدرة علي التعامل مع كافة الأطياف السياسية والفكرية. وكان رجل دولة وصاحب رؤية، فقد رحب بالدعم المصري للثورة اليمنية ولكنه عارض التواجد المصري باليمن حتى لا تصبح اليمن مركز تجاذبات دولية ومسرح صراع دولي وهذا ما حصل بالفعل فقد استمرت الحرب الأهلية باليمن قرابة سبعة أعوام نظراً للتواجد المصري باليمن مدعوماً من المعسكر الشرقي بقيادة الاتحاد السوفيتي في ذلك الحين ودعم الرجعية العربية والأنظمة الغربية بقيادة الولايات المتحدة وبريطانيا وحلفاء الغرب بالمنطقة للنظام البائد.
وكان يرى أن الحل لن يكون إلا يمنياً وهذا ما حدث إثر المصالحة اليمنية عقب مؤتمر حرض بين الجمهوريين والملكيين مما أدى إلى إنهاء الحرب الأهلية وانخراط الملكيين بالعمل السياسي.

## أبناؤه
لمحمد علي عثمان من الأبناء أحد عشر ولداً، ستة منهم ذكور وخمس إناث، وذلك من ثلاث زوجات.